# Sheerness

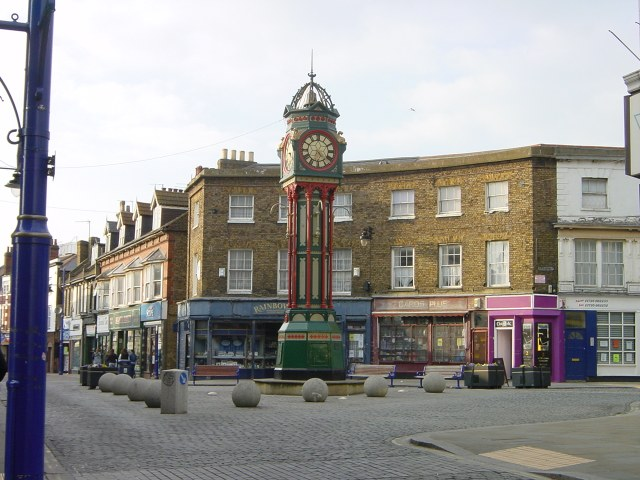
Tour de l'horloge, Sheerness

Sheerness est une ville située à proximité de l'estuaire de la Medway au nord-ouest de l'île de Sheppey dans le nord du Kent en Angleterre. Avec une population d'environ 12 000 personnes, c'est la plus grande ville de l'île de Sheppey.

## Histoire
Sheerness a été fondée comme fort, construit au XVIe siècle, pour protéger la Medway des invasions maritimes. En 1665, des plans sont déposés par le Navy Board (amirauté) pour la construction d'un chantier naval de la Royal Navy (marine britannique), où les navires de guerre pourraient être ravitaillés et réparés. Après le raid sur la Medway en 1667, l'ancienne forteresse est renforcée puis, en 1669, le chantier naval est créé. Il fermera en 1960.

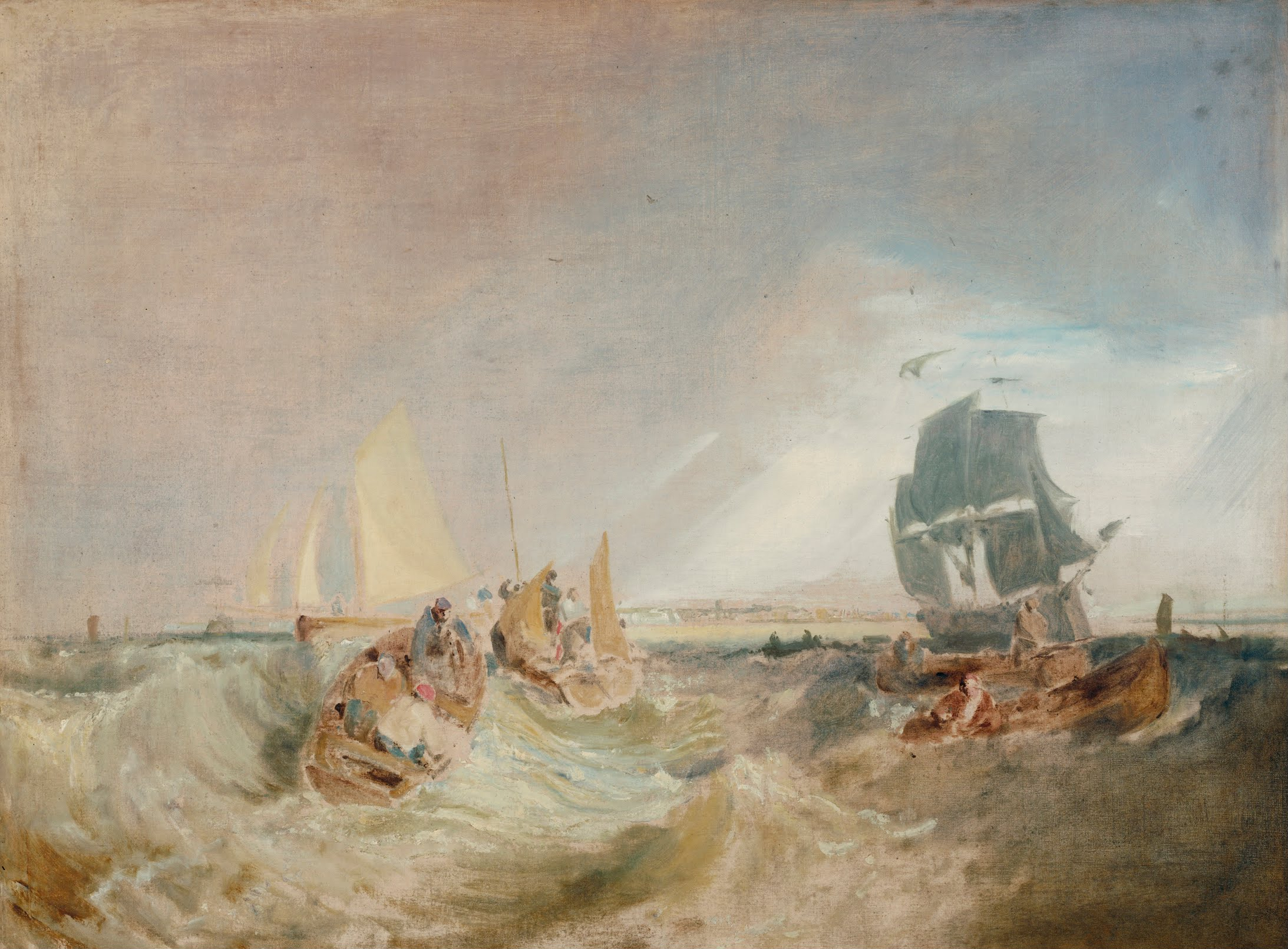
Bateaux à l'embouchure de la Tamise
William Turner, 1806-1807
Tate Britain, Londres

Dans le tableau de William Turner qui représente des bateaux à l'embouchure, la scène se situe probablement au large de Sheerness. Turner y montre des bateaux de pêche et de petits bateaux à côté d'un navire de garde, stationné au mouillage de Nore.
Aujourd'hui, Sheerness fonctionne comme un port, et elle s'est développée comme station balnéaire au XIXe siècle. Jusqu'à 1994, un ferry connectait la ville avec Flessingue aux Pays-Bas.